# Аренгольд, Марк Александрович
Марк Александрович Аренго́льд (1910, Голая Пристань, Таврическая губерния — 6 сентября 1996, Тверь) — советский инженер.

## Биография
Родился в 1910 году в городе Голая Пристань (ныне в Херсонской области, Украина).
С 1940-х годов до 1957 года — главный инженер Калининского завода торфяного машиностроения имени 1-го Мая.
В 1957—1965 годах — главный инженер Управления машиностроения Калининского совнархоза.
С 1965 года — директор Калининского завода штампов имени 1-го Мая.
Умер 6 сентября 1996 года в Твери.

## Награды
- Сталинская премия 2-й степени (1951) — за разработку конструкции и освоение производства высокопроизводительных машин по добыче кускового торфа.